# 괴산향교
괴산향교(槐山鄕校)는 대한민국 충청북도 괴산군에 있는 향교이다. 1981년 12월 26일 충청북도 유형문화재 제102호이다.

## 개요
조선 초기에 창건되고 중종 때 지금의 자리로 이전되었으며, 그 후 여러 차례 중수했으나 비교적 원형을 유지하고 있다.
대성전(大成殿)은 정면 3칸, 측면 2칸의 맞배집으로 공자를 주향하고, 그 양편에 4성을 배향하였으며, 동·서 양무는 정면 3칸, 측면 1칸의 맞배집으로 20현을 종향하고, 매년 춘추로 석전제(釋奠祭)를 지내고 있다. 명륜당은 정면 5칸 측면 2칸의 단층 맞배집이며 동·서양재는 각각 정면 4칸, 측면 1칸의 맞배집이다. 이 밖에 부속건물로 고직사(庫直舍) 등이 있다.
현재의 명륜당은 선조 20년(1569년)에 짓고, 인조 25년(1647년)에 중건하였으며, 숙종 9년(1683년)에 중수하고, 1981년에 크게 보수한 바 있다.

## 참고자료
- 괴산향교 - 국가유산청 국가유산포털